# ملکه شین‌یی
ملکه شین‌یی (کره‌ای: 신의왕후 한씨; هانجا: 神懿王后 韓氏؛ ۶ اکتبر ۱۳۳۷ – ۲۵ نوامبر ۱۳۹۱) اولین همسر یی سونگ گه (پادشاه ته‌جو، اولین پادشاه چوسان) بود. او مادر جونگ‌جونگ چوسان و ته‌جونگ چوسان بود.
او در ابتدا عنوان همسر سلطنتی جول (انگلیسی: Consort Jeol; کره‌ای: 절비; هانجا: 節妃) را در سال ۱۳۹۳ دریافت کرد. پس از اینکه پسر دومش یی بانگ گوا پادشاه شد، به او نام پسامرگ ملکه شین‌یی (کره‌ای: 신의왕후; هانجا: 神懿王后) اعطا شد. در سال ۱۸۹۹ پس از تأسیس امپراتوری کره، او عنوان افتخاری شین‌یی، امپراتریس گو (کره‌ای: 신의고황후; هانجا: 神懿高皇后 را دریافت کرد.

## در فرهنگ عامه
- بازی شده توسط ته هیون شیل در مجموعه تلویزیونی سال ۱۹۸۳ کی‌بی‌اس، تأسیس پادشاهی
- بازی شده توسط کیم سو وون در مجموعه تلویزیونی سال ۱۹۸۳ جی‌تی‌بی‌سی، پادشاه قصر چودونگ
- بازی شده توسط هان یونگ سوک در مجموعه تلویزیونی سال ۱۹۹۶ جی‌تی‌بی‌سی، اشک‌های اژدها
- بازی شده توسط لی دوک هی در مجموعه تلویزیونی سال ۲۰۲۱ کی‌بی‌اس۱، پادشاه اشک لی بانگ وون